# Kléber de Sousa Freitas
Kléber Giacomazzi de Souza Freitas (Osasco, estado de São Paulo, Brasil, 12 de agosto de 1983) es un exfutbolista brasileño conocido simplemente como Kléber. Jugaba de delantero.

## Clubes
| Club           | País           | Año         |
| -------------- | -------------- | ----------- |
| São Paulo      | Brasil         | 2003        |
| Dínamo de Kiev | Ucrania        | 2004 - 2008 |
| Palmeiras      | Brasil         | 2008        |
| Cruzeiro       | Brasil         | 2009 - 2010 |
| Palmeiras      | Brasil         | 2010 - 2012 |
| Grêmio         | Brasil         | 2012 - 2015 |
| Vasco da Gama  | Brasil         | 2014        |
| Coritiba       | Brasil         | 2015 - 2018 |
| Austin Bold FC | Estados Unidos | 2019 - 2020 |

## Palmarés

### Como jugador

#### Campeonatos regionales
| Título              | Club      | País         | Año  |
| ------------------- | --------- | ------------ | ---- |
| Campeonato Paulista | Palmeiras | São Paulo    | 2008 |
| Campeonato Mineiro  | Cruzeiro  | Minas Gerais | 2009 |

#### Campeonatos nacionales
| Título                  | Club           | País    | Año  |
| ----------------------- | -------------- | ------- | ---- |
| Liga Premier de Ucrania | Dínamo de Kiev | Ucrania | 2004 |
| Copa de Ucrania         | Dínamo de Kiev | Ucrania | 2005 |
| Copa de Ucrania         | Dínamo de Kiev | Ucrania | 2006 |
| Copa de Ucrania         | Dínamo de Kiev | Ucrania | 2007 |
| Liga Premier de Ucrania | Dínamo de Kiev | Ucrania | 2007 |

### Campeonatos internacionales
| Título                        | Club                | País            | Año  |
| ----------------------------- | ------------------- | --------------- | ---- |
| Copa Mundial de Fútbol Sub-20 | Selección de Brasil | Emiratos Árabes | 2003 |